# Станіславське городище

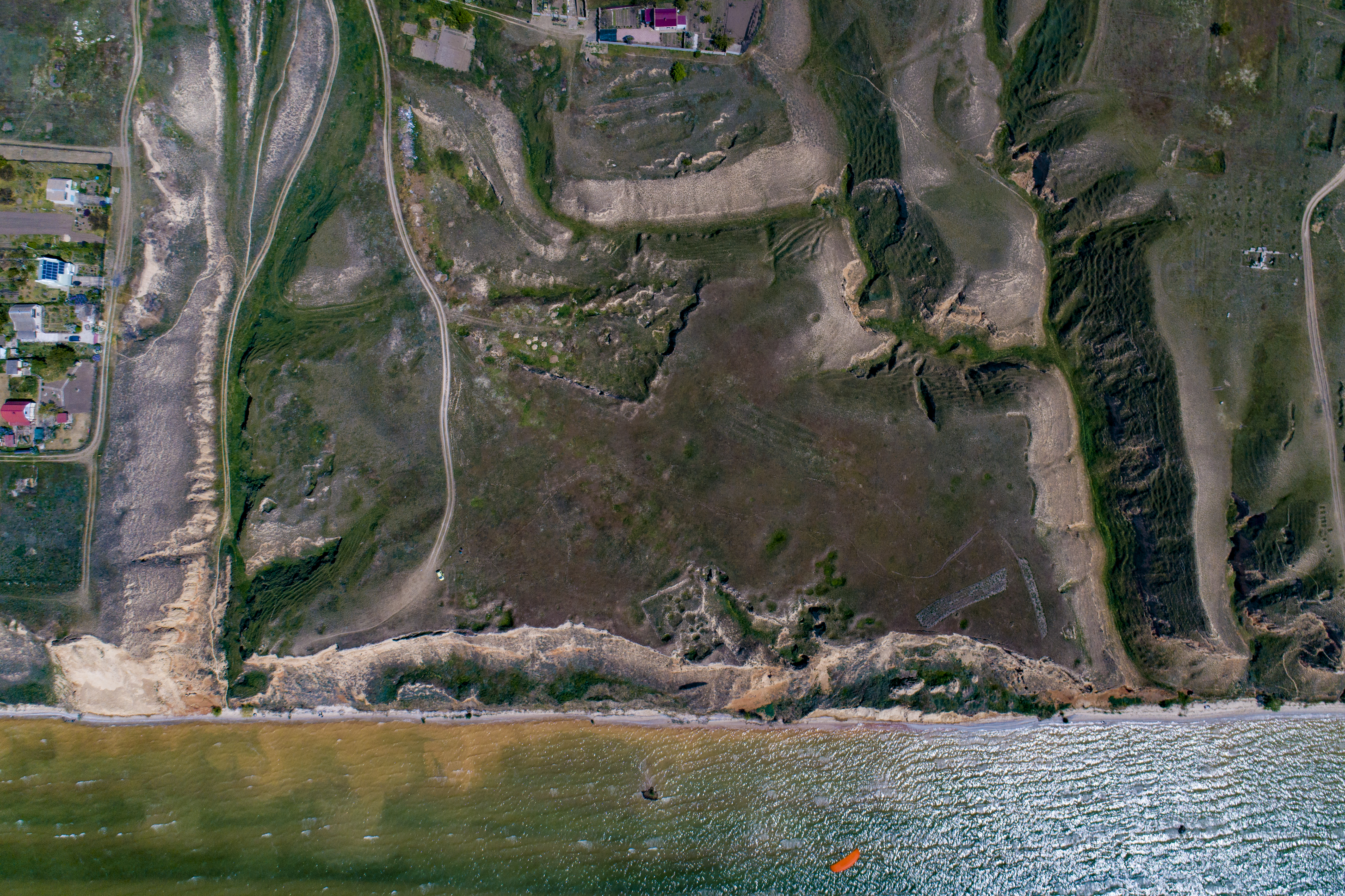
Станіславське городище з висоти

Станіславське городище — пам'ятка археології національного значення, що знаходиться на території села Станіслав Білозерського району Херсонської області. Городище (реєстраційний № 197) є однією з пам'яток Нижнього Подніпров'я, у якому проживали жителі з VI ст. до н. е. до І ст. н. е.
Дана пам'ятка містить багато культурних шарів від періоду пізньої бронзи до Черняхівської культури. На північно-західній околиці села — городище елліно-скіфів (VI — III століття до нашої ери) із залишками кам'яного будівництва, античною керамікою та знахідками ольвійських монет. Тут трапляється також кераміка черняхівського типу. На схід від городища досліджено могильник, що належить до городища. На північ від села — курганний могильник скіфського часу.

## Географічне місце

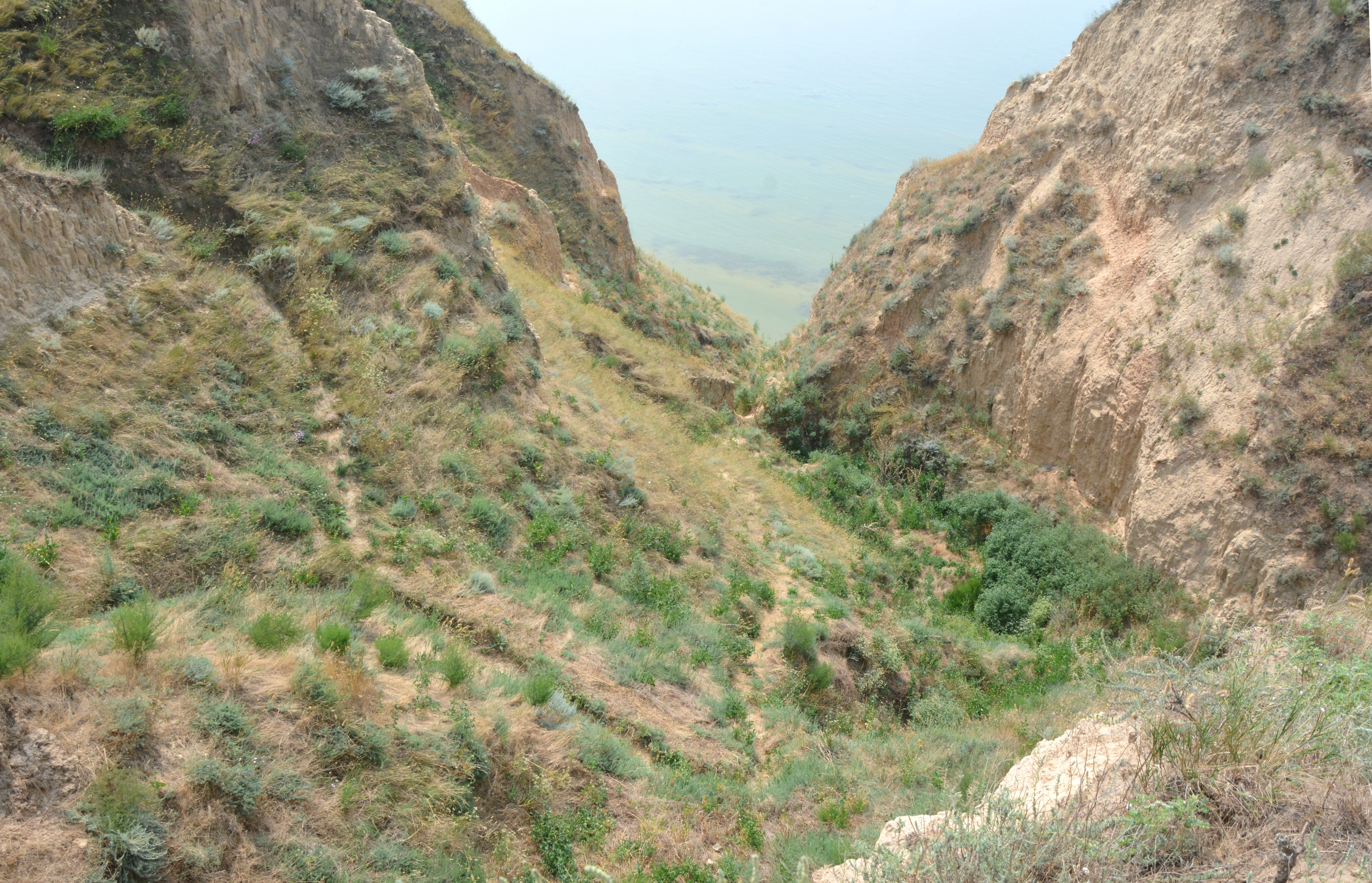
Межі та входи на Станіславське городище

Ця пам'ятка археології знаходиться на північно-західній околиці села Станіслав Білозерського району на Херсонщині, на високому корінному березі Дніпро-Бузького лиману.
Станіславське городище оточене з південного сходу, північного сходу і північного заходу глибокими древніми балками з дуже крутими схилами. На південний захід пам'ятку обмежує береговий обрив заввишки до 30 метрів. І лише на північній стороні є неширокий прохід, що з'єднує плато з ділянкою берега, де знаходиться городище.

### Кургани
Також, за 0,2 — 2,4 кілометра на північ і північний схід від села — сім курганів висотою від пів метра до 4,5 метрів. Один з найбільших курганів розташований у межах села, що його й врятувало від розорення. Висота кургану 3,5 м, а діаметр 38 м. Він був обстежений М. Оленковим у 2001 році.
Цікавий курган «Могила-Ковалька» з первинним діаметром до 50 метрів, що знаходиться за 3,7 км на північ від села, на плато. На його висоті (3,6 м) залишились сліди «кругової оборони» під час Другої світової війни. Він ще чекає на своїх дослідників, бо не досліджувався (крім огляду М. Оленковим у 2003 році) та не розорюється.
В такому ж стані знаходиться і курганний могильник «Близнюки», що за 9,2 км на північ від села, на плато. Обстежений М. Оленков, у 2003 р. Могильник складається з двох курганів заввишки 2,7-2,9 м, а діаметром — від 35 до 37 метрів.
Решта курганів та курганних могильників розорані та розтягнуті оранкою, тому мають висоту від 0,8 до 2 метрів

## Історія дослідження
Станіславське городище було відкрите археологом А. Уваровим у 1848 році. Але дослідження почалось майже через півтора десятиліття — Ф. Брауном у 1862 році. Потім — через три десятиліття Віктором Гошкевичем у 1895 та 1909 роках. Наступний етап дослідження припав аж на середину XX століття (1947-1948 роки). Його почали проводити археологи Ольвійської експедиції Інститут археології Академії Наук Української РСР та завершили у 1976 році під керівництвом археолога С. Буйських. Повномасштабні  розкопки проводились у 1982 році та з 1988
по 1991 роки Нижньобузькою експедицією Ленінградського відділу Інституту археології АН СРСР.
Повніше дослідження вже проводилось за часів незалежності України археологічною експедицією під керівництвом кандидата історичних наук Миколи Оленковського (співробітника Херсонського краєзнавчого музею) в 1997 році, а потім безперервно з 2000 по 2003 роки.
Крім того, невеликі розвідувальні дослідження здійснювалися загонами Ольвійської експедиції Інституту археології Академії наук Української РСР у 1947—1948 та 1976 роках. Повномасштабні розкопки здійснено в 1982 і 1988—1991 роках Нижньобузькою експедицією Ленінградського відділення Інституту археології АН СРСР.

## Опис

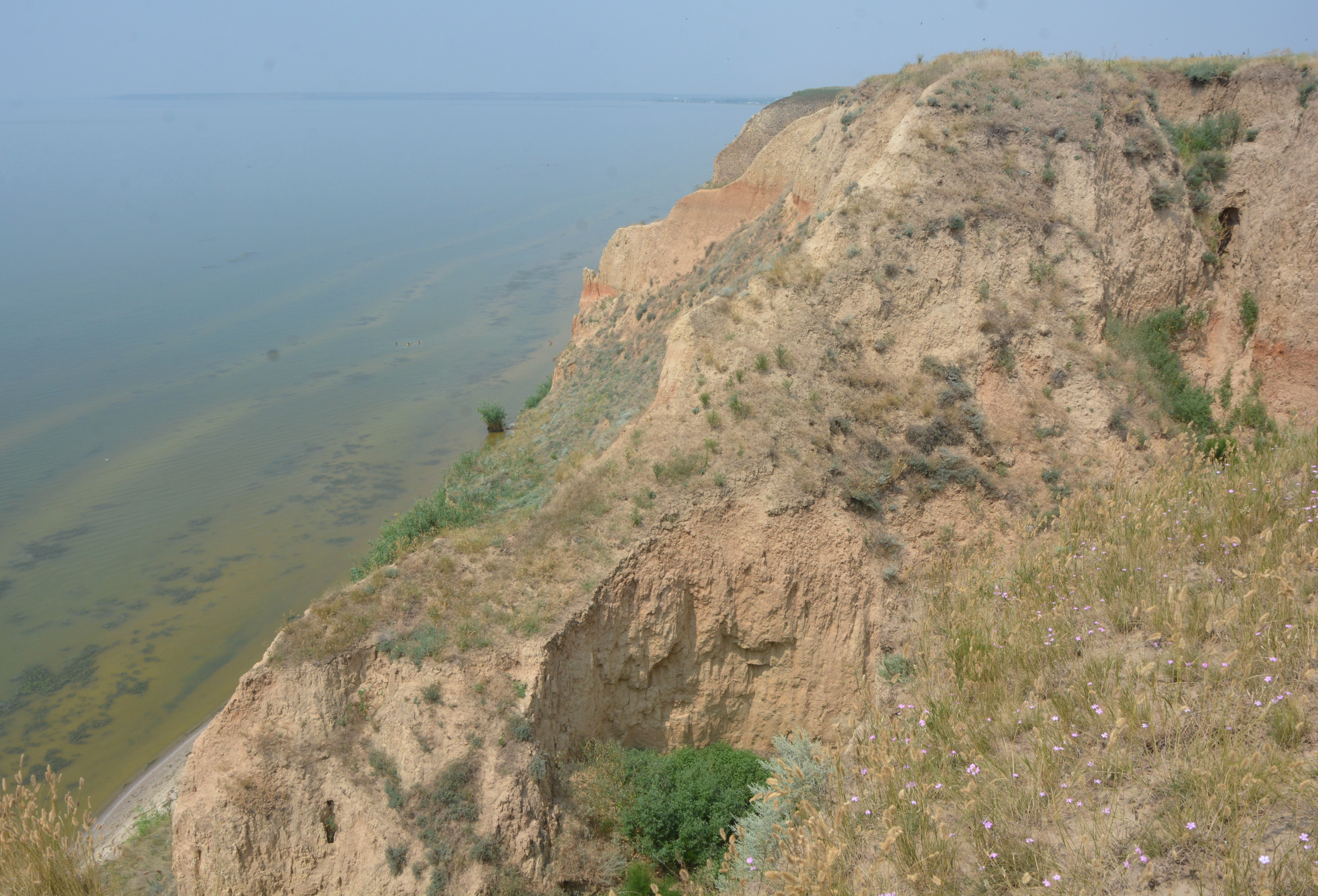
Розташування Станіславського городища на березі лиману

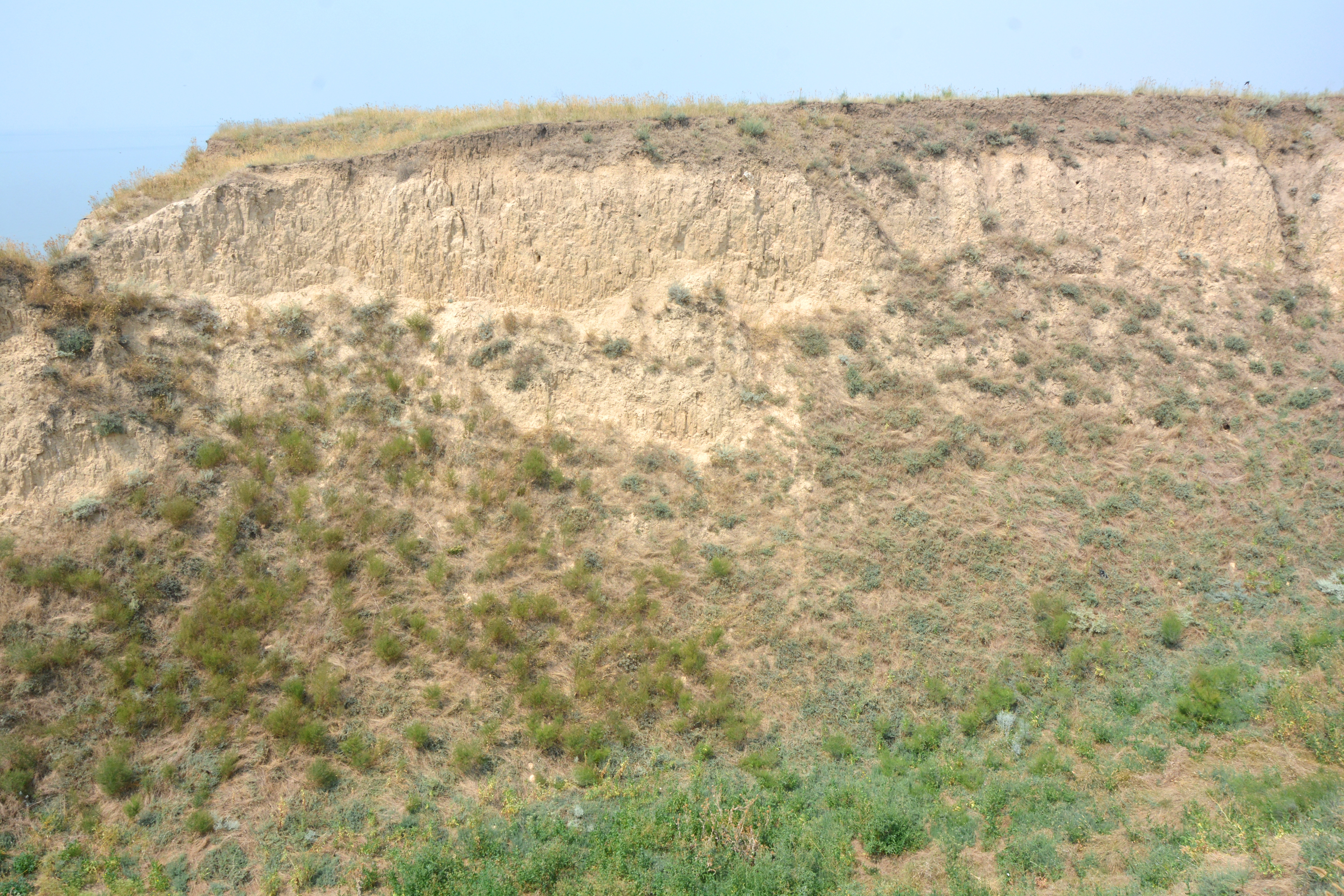
Узвишшя Станіславського городища над навколишньою територією

В межах Херсонської області це городище найкраще захищене природою. Його колишні жителі (VI ст. до н. е.–І ст. н. е.) укріпили пам'ятку лише частково, побудувавши вал і кам'яну стіну. Загальна площа пам'ятника становить понад 3 гектари.
За даними Ю. Виноградова та С. Буйських, які досліджували її розкопками, заселення мало кілька незалежних етапів:
- XII-XI ст. до н. е. — поселення епохи пізньої бронзи білозерської культури);
- кінець VI ст. до н. е. — початок V ст. до н. е., IV ст. до н. е. — III ст. до н. е., кінці I ст. до н.е — II ст. н. е., в III—IV ст. н. е. — поселення Черняхівської культури.

У перші два етапи заселення проживання відбувалося в умовах звичайного поселення. У першому столітті н. е. були побудовані фортифікаційні споруди, і площа проживання стала городищем. Дослідженнями встановлено, що в епоху пізньої бронзи, в ранній античний і черняхівський періоди люди проживали в напівземлянках. У період еллінізму і римський періоди — в кам'яних наземних будівлях. За інформацією М. Оленковського культурний шар залягає на глибіні 0,4 — 1,1 м.
Частина пам'ятки була знищена природними процесами через обрушення вертикального берега лиману. На початку 1990-х років значну частку площі було знищено глиняним кар'єром з вини керівників радгоспу «Лиманського» та Станіславської сільради.